# أنجالي جاي
أنجالي جاي هي راقصة وممثلة هندية، ولدت في 9 أغسطس 1975 في الهند.

## أعمال

### أفلام
- (2014) سر قبر[4][5]
- (2015) عصر أدالين[6][7]
- (2017) باور رينجرز[8]

## وصلات خارجية
- أنجالي جاي على موقع IMDb (الإنجليزية)
- أنجالي جاي على موقع ألو سيني (الفرنسية)
- أنجالي جاي على موقع أول موفي (الإنجليزية)
- أنجالي جاي على موقع قاعدة بيانات الفيلم (الإنجليزية)
- أنجالي جاي على موقع كينوبويسك (الروسية)